# KFOR
Kosovska sila (angleško Kosovo Force; kratica: KFOR, Kfor) je mednarodna oborožena sila pod Natovim poveljstvom, ki je bila ustanovljena 12. junija 1999 za zagotovitev varnosti in miru na Kosovu.

## Sodelujoče države
Članice Nata
Belgija, Bolgarija, Češka, Danska, Estonija, Francija, Grčija, Italija, Kanada, Luksemburg, Madžarska, Nemčija, Norveška, Poljska, Portugalska, Romunija, Slovaška, Slovenija, Španija, Turčija, ZDA, Združeno kraljestvo
Druge države
Avstrija, Irska, Maroko, Švedska, Švica, Ukrajina

## Slovenski kontingent
- SICON KFOR